# شحميات سفنغولية سكرية

سفينغوزين

الشَحميات السِّفنغولية السكرية أو الشحميات السفنجولية السكرية (بالإنجليزية: Glycosphingolipid)‏ هي أحد الأنواع الفِرعية من الشحميات السُكرية التي تحتوي الكحول الأميني سفينغوزين، ومن المُمكن أن تُعتبر شحميات سفينغولية مُرتبطة مع مجموعة سكريات، تتضمن هذه الشحميات:
- السيريبروزيد.
- الغانغليوزيد.
- الغلوبوزيد.

## روابط خارجية
- Glycosphingolipids في المكتبة الوطنية الأمريكية للطب نظام فهرسة المواضيع الطبية (MeSH).